# Hybalus atlanticus
Hybalus atlanticus är en skalbaggsart som beskrevs av Lopez-colon 1991. Hybalus atlanticus ingår i släktet Hybalus och familjen Orphnidae. Inga underarter finns listade i Catalogue of Life.